# Asesinato de Ardeth Wood
Ardeth Mary Margaret Wood (Saint John, Nuevo Brunswick; 28 de octubre de 1975 - Ottawa, Ontario; 6 de agosto de 2003) fue una estudiante de posgrado canadiense que murió ahogada a la fuerza en Ottawa. La búsqueda inicial de Wood fue uno de los mayores esfuerzos de búsqueda de la historia de la ciudad, y la búsqueda de su asesino, que duró dos años, fue una de las mayores cacerías humanas de Canadá.

## Biografía
Ardeth Wood fue la primera hija de Brenden Wood y Catherine Ashley, nacida el 28 de octubre de 1975 en Saint John, localidad de la provincia canadiense de Nuevo Brunswick. La joven pasó la mayor parte de su vida en Ottawa, donde se graduó en el instituto católico Lester B. Pearson en 1994 y estudió Filosofía e Historia en la Universidad de Carleton. Tras obtener una licenciatura en 1999 y un máster en 2001, empezó a estudiar un doctorado en Filosofía en la Universidad de Waterloo. Allí, Wood fue reconocida como estudiante excepcional y fue coeditora de Eidos: The Canadian Graduate Journal of Philosophy.

## Asesinato
En el verano de 2003, Wood estaba de permiso de sus estudios de doctorado y visitaba a su familia en Ottawa. Fue vista por última vez el 6 de agosto montando en bicicleta por un sendero de la Sir George Ettiene Parkway, en el extremo este de la ciudad. La noticia de su desaparición fue ampliamente difundida en Canadá, y toda la ciudad de Ottawa se movilizó en su búsqueda, en la que participaron la policía, el ejército y cientos de voluntarios. Cinco días más tarde, el 11 de agosto, se encontró su cadáver en el bosque de Green's Creek, no se halló su ropa ni se encontró ADN extraño en su cuerpo. La policía de Ottawa recibió muchas pistas de que un hombre en bicicleta había sido visto atrayendo a mujeres al bosque por el camino donde Wood fue vista por última vez. Poco después se elaboró un retrato robot del sospechoso, que se difundió ampliamente por todo Canadá.
El 20 de octubre de 2005, la policía detuvo a Chris Myers, de 25 años, cerca de Renfrew (Ontario). Myers había sido acusado anteriormente de agresiones en Ottawa y North Bay. El sargento Randy Wisker dirigió la investigación del asesinato de Wood, y se basó en una colección de pistas antes de la detención.
El 8 de enero de 2008, Myers se declaró culpable del asesinato de Ardeth Wood, así como de cinco agresiones no relacionadas. Fue condenado a cadena perpetua sin posibilidad de libertad condicional durante diez años. A Myers se le denegó la libertad condicional en 2020.

## Hechos posteriores
Las universidades de Carleton y Waterloo crearon sendas becas en nombre de Wood. Un roble de Bebb de 109 años en el Dominion Arboretum de Ottawa fue dedicado a Wood en 2007. El árbol fue partido por la mitad por una violenta tormenta de viento el 27 de septiembre de 2017.
El caso de asesinato de Wood apareció en un episodio de 2010 de Murder She Solved titulado «The Pathway Predator».